# La calda estate di Gigino Pestifero
(incipit del romanzo)
La calda estate di Gigino Pestifero (riedito col titolo La calda estate del Pestifero) è un romanzo per ragazzi del 1967 dell'autore italiano Giovannino Guareschi.

## Storia editoriale
Negli anni Sessanta Giovannino Guareschi ebbe l'incarico di realizzare un libro pubblicitario per i gelati Tanara, di cui conosceva il titolare dell'impresa, utilizzando il personaggio di Gigino Pestifero creato da Paul Campani (che avrebbe poi illustrato il volume accreditandosi semplicemente come "Paul") per Carosello.
Quando il libro fu dato alle stampe, Guareschi scoprì che il testo che aveva composto era stato rimaneggiato e tagliato dall'illustratore in più punti, senza che di ciò fosse stato preventivamente informato. In particolare, fu tagliato proprio il trafiletto «La seduta finì con un'orgia di gelati Tanara [...] perché effettivamente un gelato Tanara rappresenta la fine migliore di ogni avventura» che avrebbe dato il carattere pubblicitario alla pubblicazione. Guareschi diffidò allora l'editore dal ristampare l'opera, una volta esaurita la prima edizione.
Il testo originale di Guareschi vide la luce solo in occasione della ristampa del 1994 per la Rizzoli, a cura dei figli Carlotta e Alberto, in un libro di piccolo formato senza illustrazioni.

## Trama
Gigino detto il Pestifero è un ragazzino che si atteggia a bulletto, capo di una piccola ghenga. In una caldissima estate decide di andare con l'amico Asdrubale (il membro "intellettuale" del gruppo, di famiglia più che benestante) a cercare un luogo fresco dove passare le vacanze scolastiche, lontano dagli adulti; ai rispettivi genitori diranno che quelli di Asdrubale (che in realtà sono in villeggiatura per proprio conto) li ospiteranno nella loro casa di vacanze.
Gigino e Asdrubale arrivano ad un luogo remoto tra le colline, recintato da un alto muro. Lì vedono un vecchio che esce da un passaggio sotterraneo; gli offrono da bere e da fumare e apprendono da lui, divenuto loquace, che oltre il muro c'è un grande parco con uno stagno, una villa disabitata da anni e animali inselvatichiti (ma non pericolosi) che vi scorrazzano.
La ghenga di Gigino s'installa nella casa del custode e vi passa giorni felici, finché durante un violento temporale l'edificio non è gravemente danneggiato da un fulmine. I ragazzini si rifugiano allora sotto il portico della villa, dove una donna e un bambino apparsi repentinamente li invitano a prendere la chiave per entrare in casa.
La notte successiva arrivano alla villa un uomo, un giovanotto e una ragazza che sottraggono quadri e libri antichi. Quando si fa giorno, Gigino e Asdrubale vanno ad avvertire il padrone della villa, a cui descrivono i ladri: i due giovani sono riconosciuti come i suoi nipoti, che sono scoperti in possesso del maltolto. Raccontano anche dell'apparizione della donna e del bambino, che sono la moglie e il figlio del proprietario affogati nello stagno vent'anni prima. Come ricompensa per il servizio reso, ai ragazzini viene permesso di restare nella villa fino al termine delle vacanze.

## Personaggi
- Gigino detto il Pestifero: un bulletto, ma di quelli simpatici, capo incontrastato della ghenga. È pieno di spirito d'iniziativa e guida spericolatamente il suo ciclomotore Leopardo.
- Cavallasecca[5]: ragazzina alta e snella. Deve badare al fratellino di tre anni, detto Pio-Pio[6], quando la madre e la zia non possono, e se lo porta a scuola. Proprio il comportamento di Pio-Pio, rimasto muto e immobile nel cestino delle cartacce durante un'ispezione ministeriale in classe, convince Gigino ad ammettere i due nella ghenga.
- Lulù la Rossa: ragazzina rotondetta, graziosina, molto svanita, si dava arie da «vamp» e da «pupa».[7]
- Ciccio Bomba[8]: il forzuto. Un pezzaccio di ragazzo gagliardo come un toro, capace di disintegrare in cinque secondi un filone di pane lungo 55 centimetri.[7]
- Asdrubale[9]: l'intellettuale della faccenda: piccolo, occhialuto, sgobbone, vestito alla marinara, fanatico divoratore di libri, primo della classe e ben sistemato a quattrini.[7] È l'unico benestante ed anche l'unico ad avere il senso del denaro; di carattere testardo ma tremendamente fifone, si associa a Gigino per essere protetto dalle angherie degli altri ragazzi del quartiere.
- Il vecchio cacciatore. S'introduce nel parco della villa per cacciare di frodo gli animali rinselvatichiti. Apprezza il vino e i sigari che gli offrono Gigino e Asdrubale e in più riprese va a visitare i ragazzini per controllare che stiano bene. Anche a lui è successo di vedere i fantasmi della donna e del bambino.
- Il proprietario della villa: un distinto signore sulla cinquantina. Dopo la morte della moglie e del figlio si è stabilito in città e non è più tornato nel luogo della tragedia. Alla fine si trasferisce nuovamente nella villa.
- L'uomo coi baffetti: malvivente che accompagna i nipoti del proprietario nel furto alla villa.
- Rudy e Gegi: fratello e sorella, nipoti del proprietario della villa. Smascherati, vengono diseredati dallo zio.

## Edizioni
- Giovannino Guareschi, La calda estate di Gigino Pestifero, illustrazioni di Paul, Bologna, Editoriale il Borgo, 1967.
- Giovanni Guareschi, La calda estate del Pestifero, collana Opere di Guareschi, Milano, Rizzoli, 1994, ISBN 88-17-84334-2.
- Giovanni Guareschi, Piccolo mondo borghese; La calda estate del Pestifero, collana Le raccolte del Corriere della Sera - Guareschi: opere, n. 5, Milano, RCS, 2015.
- Giovanni Guareschi, La calda estate del Pestifero, collana BUR. Contemporanea, Milano, Rizzoli, 2020, ISBN 9788817147675.